# Klorna voda
Klorna voda istiskuje elementarni brom i jod iz otopina bromida i jodida. Zbog oslobođenog nascentnog kisika klorna voda djeluje baktericidno.

Klorna voda se u malim količinama rabi za sterilizaciju vode za piće i bazenske vode, kao i za izbjeljivanje pamučnih, lanenih i drugih tkanina biljnog podrijetla. Vunu, prirodnu svilu i druge tkanine životinjskog podrijetla nascentni kisik razara, pa se ne smiju izbjeljivati klorom.